# Dondas
Dondas (okzitanisch Dondàs) ist eine Gemeinde mit 216 Einwohnern (Stand: 1. Januar 2022) in Frankreich im Département Lot-et-Garonne in der Region Nouvelle-Aquitaine (vor 2016: Aquitanien). Dondas gehört zum Arrondissement Agen und zum Kanton Le Pays de Serres. Die Einwohner werden Dondassiens genannt.

## Geografie
Dondas liegt etwa 17 Kilometer ostnordöstlich von Agen. Umgeben wird Dondas von den Nachbargemeinden Cauzac im Norden und Nordwesten, Beauville und Engayrac im Norden und Nordosten, Saint-Maurin im Osten und Südosten, Tayrac im Süden sowie Saint-Martin-de-Beauville im Westen und Südwesten. An der westlichen Gemeindegrenze verläuft der Fluss  Petite Séoune.

## Bevölkerungsentwicklung
| 1962                       | 1968 | 1975 | 1982 | 1990 | 1999 | 2006 | 2018 |
| -------------------------- | ---- | ---- | ---- | ---- | ---- | ---- | ---- |
| 278                        | 211  | 211  | 218  | 240  | 231  | 314  | 214  |
| Quellen: Cassini und INSEE |      |      |      |      |      |      |      |

## Sehenswürdigkeiten

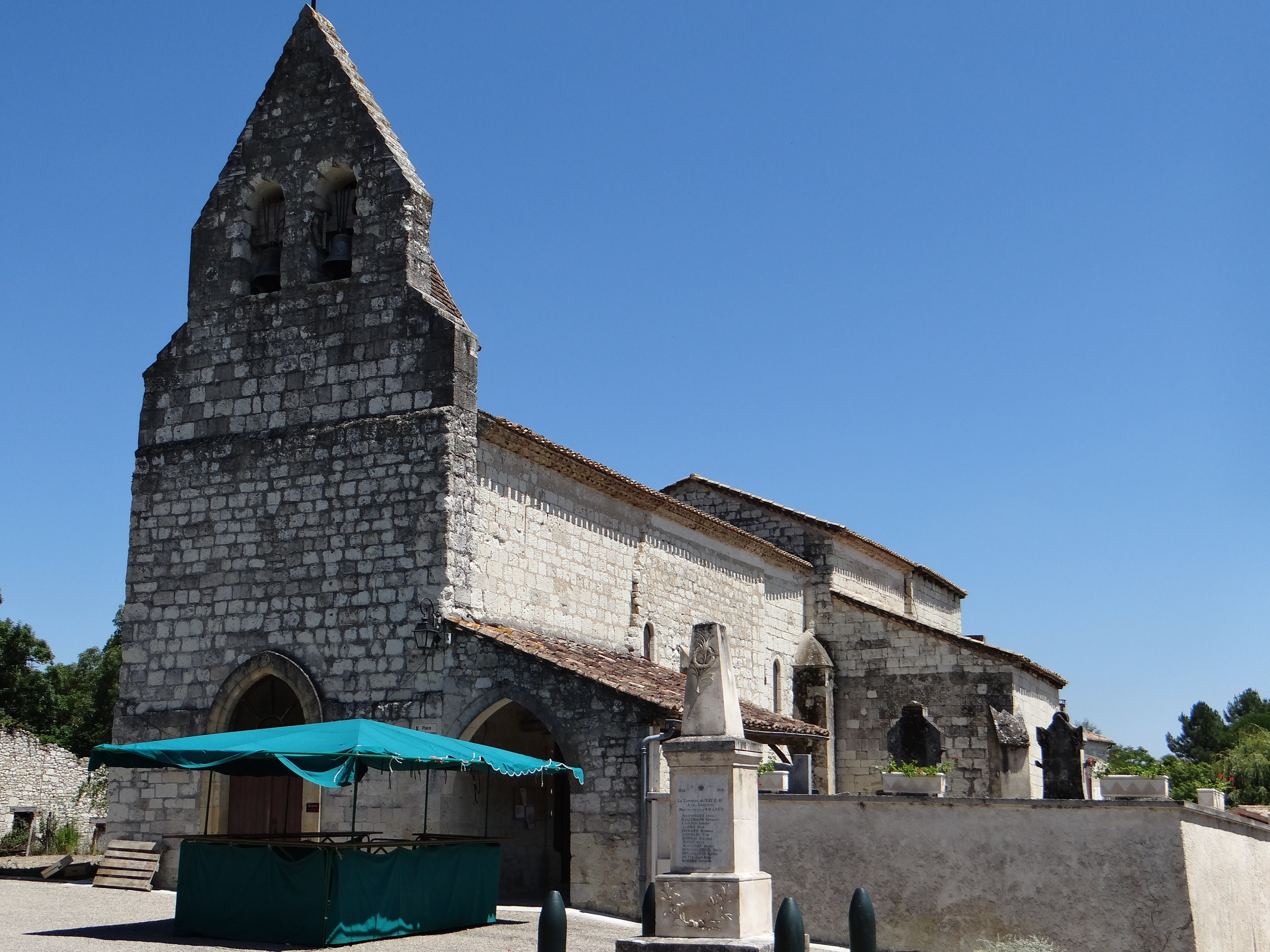
Kirche Saint-Amans

- Kirche Saint-Amans